# 熱帶性低氣壓WP032025
熱帶低氣壓WP032025（中國氣象局：TD02）是2025年太平洋颱風季第3個獲聯合颱風警報中心升為熱帶低氣壓的熱帶氣旋。該系統在6月24日於呂宋島以西外海形成，之後其向西北移動並稍為增強，為繼強烈熱帶風暴蝴蝶後，半個月內再次侵襲海南島的熱帶氣旋。此系統在存續期間為越南東北部及中國大陸華南地區帶來影響並造成1人死亡且有建築受損，同時也造就自1949年以來，首次在6月有第二個熱帶氣旋登陸海南島。

## 氣象歷史
台灣中央氣象署指出，南海至菲律賓東方海面有熱帶擾動正在發展，但其發展趨勢不確定；香港天文台則指南海中部至菲律賓一帶中間的低壓槽的對流活動有開始整合的跡象，並指電腦模式對低壓槽上會否出現低壓區以及其發展情況仍有分歧。該熱帶擾動隨後獲美國海軍研究實驗室給予其擾動編號96W，由於其將進入的西北方海域垂直風切較大，發展成颱風的概率較低。
菲律賓大氣地球物理和天文服務管理局在24日晚上8時將其升格為熱帶低氣壓，但並沒有給予當地名稱。香港天文台在6月23日指其正密切監察低壓區會否發展為一個熱帶氣旋，至25日上午表示「一個熱帶氣旋似乎形成中」，下午12時半把該系統升為熱帶低氣壓。日本氣象廳則在早上8時將其升格為熱帶低氣壓並發布一般警告；聯合颱風警報中心隨後在上午10時對其發布熱帶氣旋形成警報，並在下午2時將其升格為熱帶低氣壓，給予熱帶氣旋編號03W，此時聯合颱風警報中心對此系統依照德沃夏克分析法分析其T級評為1.5；中國氣象局亦將其升格為熱帶性低氣壓，給予編號TD02，台灣中央氣象署則給予編號TD04。
聯合颱風警報中心在當日下午5時打破德沃夏克分析法限制，將此系統的T級評為2.0；香港天文台與政府飛行服務隊則派出噴射機進行下投式探空儀觀測，在此系統中心附近錄得蒲福氏風級6至7級的風力。此系統於26日凌晨5时20分在海南省文昌市翁田镇沿海登陆，登陸時的風力為每秒13公尺，中心最低氣壓1000百帕，美國國家海洋暨大氣總署國家環境衛星資訊局在早上7時半的德沃夏克分析法自動分析將此系統的T級評為2.5，並將近中心最大風力評估為35節；中國氣象局隨後在早上8時調升其中心風力的強度為每秒15公尺。最終此系統在6月26日上午10時前后于广东省湛江市徐闻县沿海二次登陸，登陆时中心附近最大风力每秒15米，中心最低气压998百帕。海南省氣象局指出，此系統的登陸是自1949年以來，首次出现两个热带气旋登陆海南的6月，而6月登陆海南岛的热带低压仅出现5次，分别在1961、1965、1970、1975、1976年。
中國氣象局在26日傍晚表示此系統以每小時15至20公里的速度繼續向西北方向移動，預期其通過北部灣進入廣西。最終此系統在進入廣西境內後，中心附近风力明显减弱，中國氣象局在晚上11時对其停止编报。聯合颱風警報中心在27日下午2時認定其已成殘留低氣壓，隨後在下午4時半表示不再继续监测可能的再发展情况，為最後一次追蹤其定位；日本氣象廳則同時認定其已消散。

## 防災及影響

### 中國大陸
- 當地評定巔峰強度分級：（CMA）
- 當地評定最大持續風速：15每秒（29節；54每小時）（二分鐘）
- 當地評定中心最低氣壓：998百帕斯卡（29.47英寸汞柱）
- 当地發布之最高台风预警信号： 颱風藍色預警信號

海南省氣象局指，受到此系統影響預計在6月25日至26日期間，西沙、中沙和南沙群岛各岛礁以及海南岛东北半部地区有大到暴雨、局地大暴雨，而南海大部分海域风力将逐渐增大，部分海区有8至9级阵风，該機構於25日下午2時45分發出台风四级预警信號。廣東省氣象局則指粵西部分市縣在25日夜間至26日間有大暴雨，並針對雷州半岛一带市县发布台风蓝色预警信号。瓊州海峽客滾運輸受此系統影響，自25日22時至26日下午停運。
广东省防汛防旱防风总指挥部办公室隨即在25日下午召开防台风工作会商会议，强调各地各部门要做好严密部署防御工作。廣東省湛江市水文局則進一步表示，此系統的靠近時間適逢天文大潮，指低窪地區需要慎防淹水。6月26日，海南省琼海市、海口市、澄迈县等地于2时起先后发布暴雨橙色预警，文昌市气象台于4时45分变更暴雨橙色预警为暴雨红色预警，該市会文镇在25日8時至26日7時的累積雨量達218.2毫米，文昌和海口两个市县共20个地区的累積雨量亦超过100毫米；廣東省湛江市自25日20时至26日10时期間，在徐闻县南山镇測得134.4毫米降雨量、雷州市雷高镇測得129毫米降雨量、麻章区东简街道測得117.6毫米降雨量，並在坡头区南三镇录得每秒22.7公尺的最大阵风。
隨著系統逐漸遠離與減弱，海南省氣象局率先在26日下午2時解除台风四级预警，而廣東省轄下多個市縣則陸續解除台风四级预警。海南省氣象局在事後指此系統影響期間，於文昌市锦山镇測得最大降雨量242.8毫米。事後調查顯示，此系統在中國大陸多處造成廣泛的洪水並損壞道路和農田，並於影響期間造成5人死亡，超過十萬人撤離。

### 香港及澳門
- 當地發出之最高熱帶氣旋警告信號： 一號戒備信號／ 一號風球

香港天文台在6月25日上午9時45分發出「特別天氣提示」，表示南海中北部低壓區正在增強，並指出當晚至翌日（26日）初時離岸和高地風勢較大，翌日驟雨較多及有狂風雷暴。隨著系統於25日中午發展成熱帶低氣壓，天文台在下午2時20分發出一號戒備信號，當時該熱帶低氣壓集結在香港之西南偏南約490公里。澳門地球物理氣象局則在同日下午4時半懸掛一號風球，氣象局指澳門的風勢在當日晚上至翌日略為增大並伴有驟雨及雷暴。該熱帶低氣壓於26日凌晨3時最接近香港，在香港之西南約410公里掠過。
香港天文台於26日上午在香港多處地區錄得約20毫米雨量，長洲曾短暫吹強風；而澳門跨海大橋在此系統影響期間亦曾經錄得強風。隨著此系統的登陸與遠離，天文台在26日下午2時20分取消所有熱帶氣旋警告信號，當時該熱帶低氣壓移至香港之西南偏西約430公里；澳門氣象局則在26日下午4時取消所有熱帶氣旋信號。

### 越南
越南中央水文氣象預報中心在24日下午將此系統評定為熱帶性低氣壓。是次系統亦有引進西南季風導致在越南東北部地區有多處降水，其中在諒山省祿平縣全縣共有11個村莊、約480戶居民受災且水稻和農作物淹水面積超過341公頃，並進一步在安沛省安沛市引發山體滑坡造成1處房屋倒塌釀成1人死亡。隨著此系統逐漸深入中國內陸，中央水文氣象預報中心在27日上午6時將其降格為低壓區並發出最後追蹤報告。

### 菲律賓
此系統形成初期引入的西南季風在呂宋島南部、米沙鄢群島、棉兰老岛以及呂宋島中部等地區帶來零星降雨，而系統的外圍環流影響範圍則落在邦阿西楠省、三描礼士省及巴丹省地區。

### 台灣
交通部中央氣象署預計此系統持續往西北方向前進、朝海南及廣東一帶移動，對台灣天氣並無直接影響。然而在此過程中，部份北上的外圍水氣被此系統帶至台灣近海，提升當地的午後熱對流降雨概率，對流發展後也更易往台灣西部平地擴展，導致台灣南部及東南部出現間歇性的局部短暫降雨。

## 熱帶氣旋警告使用紀錄

### 中國大陸
| 國家氣象中心 颱風預警信號 | 國家氣象中心 颱風預警信號 | 國家氣象中心 颱風預警信號 |
| ------------------------- | ------------------------- | ------------------------- |
| 上一熱帶氣旋              | 颱風藍色預警信號          | 下一熱帶氣旋              |
| 颱風蝴蝶                  | 颱風藍色預警信號          | 颱風丹娜絲                |

### 香港
| 香港天文台 熱帶氣旋警告信號 | 香港天文台 熱帶氣旋警告信號 | 香港天文台 熱帶氣旋警告信號 |
| --------------------------- | --------------------------- | --------------------------- |
| 上一熱帶氣旋                | 一號戒備信號                | 下一熱帶氣旋                |
| 強烈熱帶風暴蝴蝶            | 一號戒備信號                | 強颱風丹娜絲                |

### 澳門
| 地球物理氣象局 熱帶氣旋信號 | 地球物理氣象局 熱帶氣旋信號 | 地球物理氣象局 熱帶氣旋信號 |
| --------------------------- | --------------------------- | --------------------------- |
| 上一熱帶氣旋                | 一號風球                    | 下一熱帶氣旋                |
| 颱風蝴蝶                    | 一號風球                    | 颱風丹娜絲                  |